# Suối Đồng Sặt
Suối Đồng Sặt là một con suối đổ ra Sông Đắk Lua. Suối có chiều dài 17 km và diện tích lưu vực là 46 km². Suối Đồng Sặt chảy qua các tỉnh Đồng Nai, Bình Phước.